# Carolina Dias de Almeida
Carolina Dias de Almeida (Santa Maria Maior, Funchal, c. 1844 - São Pedro, Funchal, 5 de junho de 1895), foi uma cantora, compositora de peças para teatro e atriz.

## Biografia
Carolina Dias de Almeida, filha de Joaquim Dias de Almeida e de Efigénia Carolina Escórcio, foi considerada, por Platon de Waxel, como uma das melhores artistas da sua época. 
No Teatro Municipal do Funchal, levou à cena peças da sua autoria como também outras peças como Henriette e Dona Francisquita, com atos cantados e coreografados. 
Foi autora de canções que de acordo com os jornais da época, foram interpretadas em saraus de beneficência. 
Morreu a 5 de junho de 1895, após doença particularmente penosa, que acabou por se revelar fatal.